# Национален отбор по хокей на лед на Канада
Националният отбор по хокей на лед е представителният отбор по хокей на лед на Канада.
Отборът участва в почти всички световни първенства по хокей на лед от 1920 г. и ежегодно от 1977 г. насам. Той е 24-кратен шампион към 2012 г. От 1977 г. насам съставът се състои от играчи от НХЛ, чиито отбори не са успели да се класират за плейофите или са отпаднали в първия кръг.
Канадският национален отбор печели 6 от първите 7 златни олимпийски медала в хокея на лед между 1920 и 1952 г., като губи единствено финала в Гармиш-Партенкирхен през 1936 г. От 1998 г. на зимните олимпийски игри имат право да участват и играчите от НХЛ. През 2010 г. отборът отново става олимпийски шампион.